# Puig Blanquet
El Puig Blanquet és una muntanya de 214 metres que es troba al municipi de Cruïlles, Monells i Sant Sadurní de l'Heura, a la comarca catalana del Baix Empordà.